# North Texas Film Critics Association Awards 2015
12. ročník předávání cen asociace North Texas Film Critics Association se konalo dne 3. ledna 2016.

## Vítězové a nominovaní

### Nejlepší film
- Marťan

### Nejlepší režisér
- Ridley Scott – Marťan

### Nejlepší herec v hlavní roli
- Leonardo DiCaprio – Revenant Zmrtvýchvstání

### Nejlepší herečka v hlavní roli
- Brie Larson – Room

### Nejlepší herec ve vedlejší roli
- Idris Elba – Bestie bez vlasti

### Nejlepší herečka ve vedlejší roli
- Jennifer Jason Leigh – Osm hrozných

### Nejlepší dokument
- Amy

### Nejlepší cizojazyčný film
- Saulův syn

### Nejlepší animovaný film
- V hlavě

### Nejlepší kamera
- Emmanuel Lubezki – Revenant Zmrtvýchvstání